# Halswervel
Een halswervel of vertebra cervicalis is een wervel van het cervicale deel van de wervelkolom. De cervicale wervelkolom CWK bestaat uit zeven halswervels. De bovenste halswervel C1 ondersteunt de schedel en wordt de atlas genoemd. De tweede halswervel C2 wordt axis of de draaier genoemd. De atlas en de axis kunnen veel meer ten opzichte van elkaar draaien dan andere wervels. De overige halswervels worden aangeduid met C3 tot en met C7, van bovenaf geteld. C7 wordt vanwege zijn grote doornuitsteeksel ook wel vertebra prominens genoemd, omdat het bij de meeste mensen de eerste wervel is die van buitenaf is te identificeren. De stand van de gewrichtsvlakjes waarmee de wervels onderling met elkaar zijn verbonden is vrij vlak, waardoor dit deel van de wervelkolom het meeste is te bewegen. Lager in de hals C5 tot en met C7 is er meer laterale of zijwaartse beweging mogelijk en hoger in de hals, bij de wervels C3 tot en met C5, meer de mogelijkheid te draaien, meer rotatie.

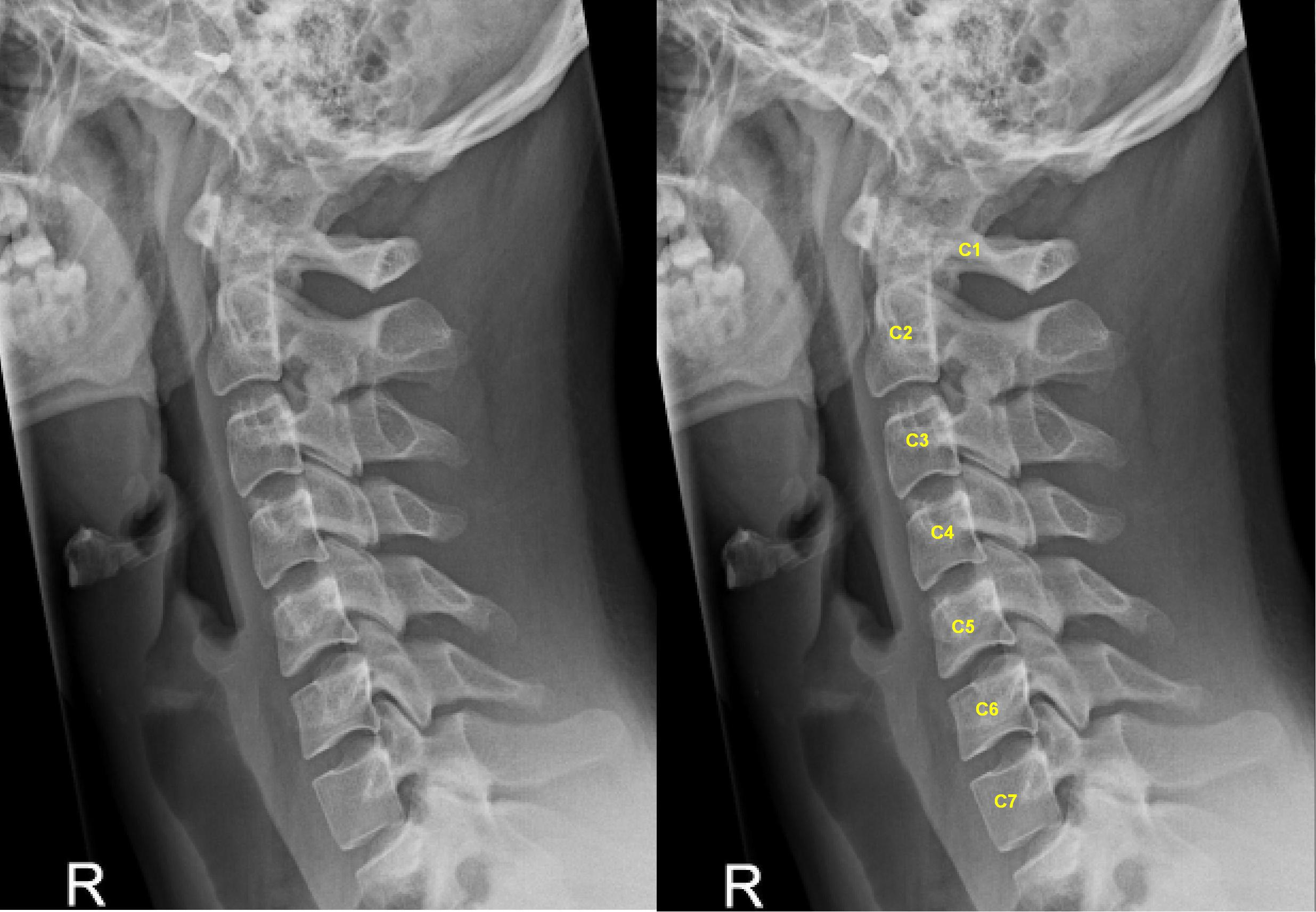
Röntgenfoto in zijwaartse richting van de cervicale wervelkolom. Links zonder, rechts met annotatie.

|  |